# Heralt z Kunštátu a Líšnice
Heralt z Kunštátu a Líšnice († 19. srpna 1444, Brno) byl moravský šlechtic z líšnické větve rodu pánů z Kunštátu.

## Život

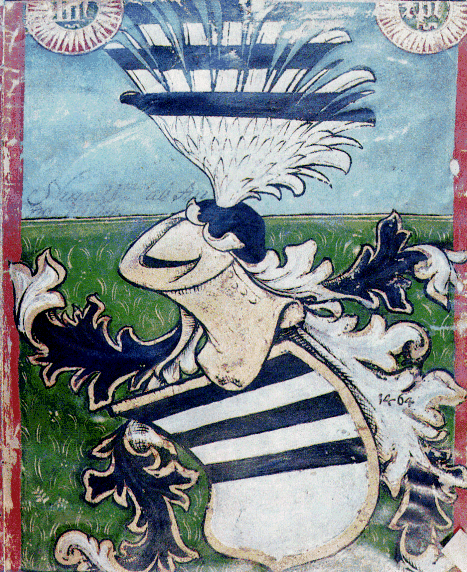
Erb pánů z Kunštátu

Jeho otcem byl Smil z Líšnice. První písemná zmínka o Heraltovi pochází z roku 1405. Heralt byl ve sporu se svým bratrem Bočkem, ale velice dobře si rozuměl se svým bratrem Oldřichem, s kterým uzavřel roku 1408 spolek. Koncem roku 1420 či v roce následujícím Oldřich předčasně zemřel a Heralt se stal jediným držitelem majetku. V roce 1423 odmítl Heralt uznat jako moravského pána Albrechta a dal se na odboj. Roku 1430 se stal novým poručníkem nezletilého Jiřího z Poděbrad, což obnášelo i správu značné části kunštátsko-poděbradského majetku. Roku 1434 se Heralt účastnil bitvy u Lipan, kam s sebou vzal i mladého Jiřího. Když byl v září roku 1434 podepsán landfrýd v Brně s rakouským vévodou a moravským markrabětem Albrechtem, připojil svou pečeť i Heralt. Prakticky však svrchovaného pána Moravy neuznal a pokračoval v odboji proti němu. Roku 1435 skončilo Heraltovo poručnictví nad Jiřím z Poděbrad, ale Heraltovi zůstaly nadále ve správě Jiřího moravské statky, jako byla Moravská Třebová, Bouzov, Boskovice a Kunštát. Roku 1436 zahájil Albrecht výpravu proti Heraltovi, při které dobyl jeho rodový hrad Líšnici. Heralt jako odvetu začal plenit statky svých protivníků. Probíhala soudní jednání, situací se zabýval i zemský sněm, ovšem bezvýsledně. Heralt byl zván i na zasedání zemského soudu, ale ani toho se nejprve nechtěl zúčastnit. Až roku 1444 se situace změnila. Glejtem ze dne 14. srpna 1444 mu byly dány záruky bezpečného příjezdu i odjezdu. Heralt do Brna na zasedání soudu přijel. Na něm způsobil další povyk, když ničil pečetě své i několika svědků, což bylo chápáno jako zločin pohrdání zemským právem. Zemský hejtman Jan Tovačovský z Cimburka dal Heralta zatknout a ten byl 19. srpna 1444 sťat. Poprava, která byla zdůvodněna lámáním pečetí, se stala jistým skandálem, protože neměla obdoby. Ani Heraltovy předchozí činy proti zemskému právu nebyly v té době ničím výjimečným.
Heralt po sobě zanechal dceru Kateřinu a syna Jana Heralta.